# Mirjam van Mourik
Mirjam van Mourik (Amersfoort, 13 juli 1981) is een Nederlands televisiepresentatrice. Ze presenteerde in 2005 dagelijks belspelletjes als Garito, Game On, Play en SBS Games op SBS6 en Net5. Van Mourik is bij SBS terechtgekomen door haar vriendin Wytske Kenemans. Naast de belspelletjes werkte Van Mourik ook in een verpleeghuis.
Vanaf 2015 tot aan het einde van het programma in 2019 was Van Mourik presentatrice van AstroTV.